# Брешко-Брешковський Микола
Микола Миколайович Брешко-Брешковський (20 лютого 1874, Санкт-Петербург — 23 або 24 серпня 1943, Берлін) — російський письменник, журналіст, критик, сценарист, кінорежисер, кіноактор.
У 1917 році за власним сценарієм поставив в Україні німий фільм «Віра Чеберяк» (кіностудія «Світлотінь» м. Київ).